# Мавриций
 Тази статия е за държавата в Африка.  За византийския император вижте Маврикий (Византийска империя).  
Република Мавриций (на френски: Maurice; на английски: Mauritius) е островна държава в югозападната част на Индийски океан, на около 900 km източно от най-големия африкански остров Мадагаскар. Освен остров Мавриций, републиката включва островите Св. Брендън, Родригес и Агалега.
Населението на Мавриций е мултиетническо, мултикултурно и многоезично. Правителството на острова е съставено по модел на Уестминстърската парламентарна система, а страната се радва на силна демокрация, както и на икономическа и политическа свобода. Индексът на човешкото развитие на Мавриций е сред най-високите в Африка. Това е най-конкурентоспособната и една от най-развитите икономики в Африка.
Страната разчита основно на производството, финансовите услуги, туризма и информационните и комуникационните технологии. Правителството предоставя универсално здравеопазване, безплатно средно образование и безплатен обществен транспорт за ученици, пенсионери и инвалиди.
Открит през 1507 г. от моряци от Португалия, остров Мавриций е известен с разнообразната си флора и фауна, с много ендемични видове. Той е бил дом на птицата додо (вид нелетящ гълъб) и на няколко други птичи вида, изчезнали в резултат човешка дейност, малко след заселването на хората (18. век).

## География
Общата площ на островната държава е 2040 km², като включва големия едноименен остров (1865 km²), остров Родригес (104 km², на 580 km на изток), островите Каргадос-Карахос (Сен Брандон, на 400 km на североизток) и островите Агалега (на 1050 km на север). Дължината на бреговата линия е 280 km и е обградена с коралови рифове, които затрудняват подходите към островите.

### Релеф
Цялата островна група е с вулканичен произход. Остров Мавриций е изграден от базалти, доломити и туфи. Релефът е хълмист и нископланински, особено в югозападната част, където се издига връх Питон (826 m). Централната част е платовидна, с височина до 600 m, а северната и източната е заета от тясна крайбрежна равнина. На остров Родригес максималната височина е 396 m.

### Климат, води
Климатът е тропичен, морски. Средната температура на най-топлия месец (февруари) е 26°С, а на най-хладния (август) от 14°С във вътрешните райони до 18,5°С по крайбрежието. Годишното количество на валежите е от 1500 – 2500 mm в крайбрежната равнина до 3500 – 5000 mm в централното плато и в планината на югозапад. Максимумът на валежите е предимно през лятото. От януари до март островите са подложени на ураганни ветрове (тайфуни). Реките са маловодни, а през сухия сезон напълно пресъхват. Най-голямата река на остров Мавриций е Гранд Ривър.

### Почви, растителност, животински свят
Почвите са много плодородни, развити върху вулканични скали. Главният остров е покрит с гъсти тропически гори с ценни дървесни видове (черно дърво и др.). В миналото целият остров е бил покрит с гъсти гори, които в равнините и по-ниските части на планините са напълно унищожени, запазили са се само в планините и заемат 1/3 от територията на остров Мавриций. Фауната се отнася към Мадагаскарската подобласт на Етиопската зоогеографска област, отличава се със своето многообразие и е ендемична (слонски костенурки и др.). Особено многочислен е птичият свят.

## История
Макар че е открит от португалци още в началото на 16. век и въпреки опитите за колонизация от 1598 г.  до 1710 г. от страна на Нидерландия, първото по-трайно присъствие на хора там започва около 1715 г. Тогава там идват французи, които го преименуват на Ил дьо Франс (на френски: Île de France), т.е. Френски остров. Франция официално предава Мавриций на Великобритания по силата на Парижкия договор от 30 май 1814 г. Британската колония съставлява само главния остров, заедно с Родригес, Св. Брендън, Тромлен и островите Чагос, докато Сейшелите стават отделна колония през 1906 г.
През 1965 г., три години преди обявяването на независимостта на Мавриций, Великобритания отделя архипелага Чагос от територията на Мавриций и го включва към Британската индоокеанска територия. Суверенитетът на Чагос е оспорван между Мавриций и Великобритания. През февруари 2019 г. Международният съд на ООН нарежда на Великобритания да върне архипелага Чагос на Мавриций възможно най-скоро.
Суверенитетът на Тромлен е оспорван между Мавриций и Франция, тъй като той е един от островите, които не са изрично споменати в Парижкия договор.

## Административно деление
Остров Мавриций е разделен на 9 окръга:
1. Ривиер Ноар (Столица: Тамарин)
2. Флак (Сентре де Флак)
3. Гранд Порт (Махебург)
4. Мока (Мока)
5. Памплемус (Триолет)
6. Плейнс Уилхемс (Beau-Bassin Rose-Hill)
7. Порт Луи (Порт Луи)
8. Ривиер дю Ремпар (Мапу)
9. Саван (Суйак)

Един остров и две островни групи са зависими територии, принадлежащи на Мавриций. Това са:
1. Острови Агалега
2. Острови Кардагос-Карахос
3. Остров Родригес

## Население
Населението на Република Мавриций е общо 1 288 000 души (2009). Етническият състав на населението е разнообразен. Доминират индомаврицийците (68%), потомци на индийски наемни работници, докарани насила на островите през XIX в. Втората по големина етническа група (27%) е със смесен произход – маврицийци-креоли. Официален език няма; най-разпространен е английският, други езици: френски, маврицийски креолски, бихари, хинди, тамилски. Основните религии са индуизъм (48,5%), християнство (католици), ислям (сунити).

## Икономика
След като става независима държава от Великобритания през 1968 г., Мавриций се развива от икономика с ниски доходи от селското стопанство към разнообразна икономика със средни доходи, която се основава на туризма, текстилите, захарта и финансовите услуги. Икономическата история на Мавриций е наричана „чудото Мавриций“ и „успехът на Африка“.
През последните години информационните и комуникационните технологии, морската храна, развиването на собствеността, здравеопазването, възобновяемите източници на енергия и образованието се открояват като важни сектори, привличайки значителни инвестиции както от страната, така и от чужбина.
Мавриций не разполага с използваеми запаси от изкопаеми горива и разчита на петролни продукти, за да задоволява енергийните си нужди. Местните възобновяеми източници на енергия включват горива от биомаса, водна, слънчева и вятърна енергия. Мавриций има една от най-големите изключителни икономически зони в света, а през 2012 г. правителството обявява намерението си да развива морска икономика.
Мавриций се класира високо по отношение на икономическата конкурентоспособност, приятелския инвестиционен климат, доброто управление и свободната икономика. БВП (по паритета на покупателната способност) на глава от населението е над 22 909 щатски долара към 2018 г. – един от най-високите в Африка.
През 2019 г. Световната банка поставя Мавриций на 20-о място в света по лекота на правене на бизнес. Според Министерството на външните работи на страната, основните препятствия са силната зависимост от малко промишлени сектори, голямото изтичане на мозъци, оскъдността на квалифицирана работна ръка, застаряването на населението и неефективните публични компании.

## Други
Известен представител на фауната на острова е изчезналата птица додо.